# I Bet My Life (canción de Imagine Dragons)
«I Bet My Life» (en español: «Apuesto Mi Vida») es una canción escrita, producida e interpretada por la banda estadounidense de rock alternativo Imagine Dragons. Fue lanzada el 27 de octubre de 2014 por KIDinaKORNER e Interscope Records como el sencillo principal de su segundo album de estudio, «Smoke + Mirrors».

## Composición

### Temas
El vocalista Dan Reynolds ha declarado que la canción trata sobre su relación con sus padres y explicó que: «Aunque a veces ha sido tensa y difícil ... al final, «I Bet My Life» celebra el vínculo que aún conservamos».

## Video musical
El 12 de diciembre de 2014, Imagine Dragons lanzó el video musical oficial de «I Bet My Life». Jodeb lo dirigió y presenta a los actores Dane DeHaan y Alex Neustaedter. Jeep presentó imágenes del video durante la publicidad en los American Music Awards, antes del lanzamiento del video.

## Aparición en otros medios
Esta canción apareció en el segundo avance de la película Alpha de 2018.

## Recepción

### Crítica
Carolyn Menyes de Music Times llamó a la canción «Otro [de Imagine Dragons] fuerte himno armado». James Grebey de Spin lo llamó «Bombástico» y USA Today lo nombró «Canción de la semana» del 27 de octubre al 4 de noviembre.

## Lista de sencillos
| I Bet My Life: Descarga digital |                 |                 |          |  |
| N.º                             | Título          | Artista(s)      | Duración |  |
| 1.                              | «I Bet My Life» | Imagine Dragons | 3:12     |  |

## Remixes
- I Bet My Life (Riot Games Remix) - Remix por Riot Games Music Team.[10]
- I Bet My Life (Bastille Remix) - Remix por Bastille.[11]
- I Bet My Life (Imagine Dragons Remix) - Remix por Imagine Dragons.[12]
- I Bet My Life (Alex Adair Remix) - Remix por Alex Adair.[13]
- I Bet My Life (Lost Kings Remix) - Remix por Lost Kings.[14]
- I Bet My Life (Vinyljackers Remix) - Remix por Vinyljackers.[15]

## Créditos
Adaptado del booklet de «Smoke + Mirrors».
I Bet My Life
- Interpretado por Imagine Dragons.
- Escrito por Dan Reynolds, Wayne Sermon, Ben McKee y Daniel Platzman.
- Producido por Imagine Dragons.
- Publicado por KIDinaKORNER / Universal.
- Grabado por Robert Root en “Ragged Insomnia Studio”.
- Mezclado por Manny Marroquin en “Larrabee Studios”, asistido por Chris Galland e Ike Schultz.
- Voces por Las Vegas Mass Choir.
- Masterizado por Joe LaPorta en “Sterling Sound”.

℗ 2015 KIDinaKORNER/Interscope Records
Imagine Dragons
- Dan Reynolds: Voz.
- Wayne Sermon: Guitarra.
- Ben McKee: Bajo.
- Daniel Platzman: Batería.

##### Músicos Adicionales
- Las Vegas Mass Choir: Voces de fondo.

## Listas
| Lista (2014-2015)                           | Mejor posición |
| ------------------------------------------- | -------------- |
| Australia (ARIA)                            | 36             |
| Austria (Ö3 Austria Top 40)                 | 74             |
| Bélgica (Flandes) (Ultratip Bubbling Under) | 5              |
| Bélgica (Valonia) (Ultratip Bubbling Under) | 6              |
| Canadá (Canadian Hot 100)                   | 15             |
| Croatia (Croatian Airplay Chart)            | 29             |
| Francia (SNEP)                              | 42             |
| Alemania (Media Control AG)                 | 65             |
| Hungría (Single Top 40)                     | 20             |
| Irlanda (IRMA)                              | 40             |
| Italy (FIMI)                                | 54             |
| Países Bajos (Dutch Top 40)                 | 27             |
| Países Bajos (Mega Single Top 100)          | 63             |
| Nueva Zelanda (Recorded Music NZ)           | 28             |
| España (Top 100 Canciones)                  | 30             |
| Suiza (Schweizer Hitparade)                 | 71             |
| Reino Unido (UK Singles Chart)              | 27             |
| Estados Unidos (Billboard Hot 100)          | 28             |
| Estados Unidos (Adult Contemporary)         | 17             |
| Estados Unidos (Adult Top 40)               | 7              |
| Estados Unidos (Mainstream Top 40)          | 28             |

| Lista (2014)                  | Posición |
| ----------------------------- | -------- |
| US Hot Rock Songs (Billboard) | 87       |

| Lista (2015)                         | Posición |
| ------------------------------------ | -------- |
| Canadian Hot 100                     | 69       |
| US Billboard Adult Alternative Songs | 20       |
| US Billboard Adult Pop Songs         | 24       |
| US Billboard Alternative Songs       | 19       |
| US Billboard Hot Rock Songs          | 9        |
| US Billboard Rock Airplay Songs      | 14       |
| US Billboard Rock Digital Songs      | 9        |

## Certificaciones
| País (Organismo certificador) | Certificaciones | Ventas certificadas | Ref.   |
| ----------------------------- | --------------- | ------------------- | ------ |
| Canadá (MC)                   | 3× Platino      | 240 000             | [ 47 ] |
| Estados Unidos (RIAA)         | 2× Platino      | 2 000               | [ 48 ] |
| Italia (FIMI)                 | Oro             | 25 000              | [ 49 ] |
| Noruega (IFPI)                | Oro             | 30 000              | [ 50 ] |
| Reino Unido (BPI)             | Plata           | 200 000             | [ 51 ] |

## Premios
| Año  | Ceremonia          | Premio           | Resultado |
| ---- | ------------------ | ---------------- | --------- |
| 2015 | Teen Choice Awards | Choice Rock Song | Nominado  |

## Historial de lanzamientos
| País           | Fecha                  | Formato                       | Discográfica                    | Ref.   |
| -------------- | ---------------------- | ----------------------------- | ------------------------------- | ------ |
| Australia      | 27 de octubre de 2014  | Descarga Digital              | KIDinaKORNER Interscope Records | [ 53 ] |
| Canadá         | 27 de octubre de 2014  | Descarga Digital              | KIDinaKORNER Interscope Records | [ 54 ] |
| Estados Unidos | 27 de octubre de 2014  | Descarga Digital              | KIDinaKORNER Interscope Records | [ 55 ] |
| Italia         | 27 de octubre de 2014  | Contemporary hit radio        | Interscope Records              | [ 56 ] |
| Estados Unidos | 3 de noviembre de 2014 | Adult album alternative radio | Interscope Records              | [ 57 ] |
| Estados Unidos | 4 de noviembre de 2014 | Modern rock radio             | Interscope Records              | [ 58 ] |
| Estados Unidos | 27 de enero de 2015    | Contemporary hit radio        | Interscope Records              | [ 59 ] |
| Reino Unido    | 8 de febrero de 2015   | Descarga digital              | KIDinaKORNER Interscope Records | [ 60 ] |